# Dagmar Boom
Dagmar Boom (* 1. Mai 2000 in Venray) ist eine niederländische Volleyballspielerin.

## Karriere
Boom ging im Alter von acht Jahren mit ihrem Vater zu einem Länderspiel der niederländischen Nationalmannschaft und war dort fasziniert von Manon Flier. Sie begann daraufhin ihre eigene Karriere bei ActiveRooy Venray. Danach spielte sie bei Set Up Meerlo. 2015 kam sie als 15-Jährige zu VC Peelpush Meijel, wo sie in der zweiten Frauenmannschaft antrat. Von dort ging sie nach Arnhem zum Talent Team Papendal. Mit dem Team trat die Außenangreiferin erstmals in der ersten Liga an. 2017 gab sie beim Volley Masters in Montreux ihr Debüt in der A-Nationalmannschaft. Bei der U19-Europameisterschaft 2018 in Albanien spielte sie als Libero bei den Juniorinnen. Anschließend stand sie im erweiterten A-Kader für die WM 2018. Im gleichen Jahr wechselte sie zu Eurosped Twente. 2020 wurde Boom vom deutschen Bundesligisten VfB Suhl Lotto Thüringen verpflichtet. Bereits im Dezember 2020 verließ sie wieder die Suhler Mannschaft aus persönlichen Gründen und kehrte in die Niederlande zurück. Dort schloss sie sich wieder ihren ehemaligen Verein Eurosped Twente an.